# Émile Lombart
Pour les articles homonymes, voir Lombart.
Émile Lombart (1859-1938) est un peintre sur céramique et potier belge.

## Biographie
Il travaille d'abord pour la faïencerie de Wasmuel. Il fonde en 1892 la faïencerie de Saint-Ghislain avec Antoine et François Dubois avant d'en devenir le directeur à leur départ en 1909. En 1911, il enseigne à l'École des Arts et Métiers de Saint-Ghislain, et ce jusqu'en 1931. Il y collaborera avec le directeur et futur politicien Marius Renard, et leurs œuvres seront appréciées du public, notamment à Paris en 1925 et 1937 mais également à Bruxelles en 1935.